# スピークイージー

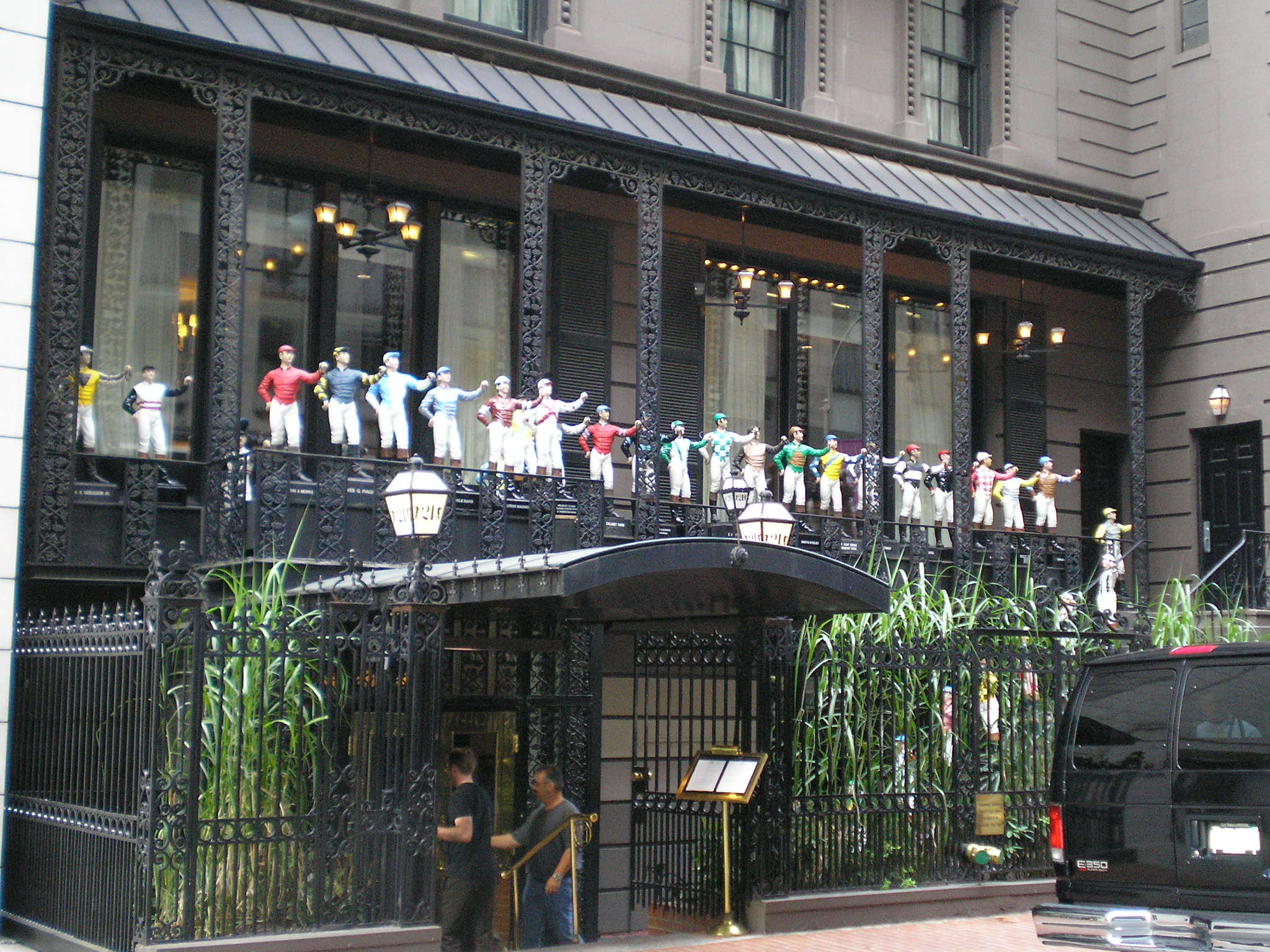
ニューヨークにある21 クラブはかつて禁酒法時代はスピークイージーだった。

スピークイージー（英語: speakeasy、別名ブラインドピッグ(英語: blind pig)もしくはブラインドタイガー、英語: blind tiger）とは、アルコール飲料を密売する場所である。
アメリカ合衆国で禁酒法が施行されていた時期（1920年から1933年の間で、州によってはもっと長い）に隆盛していて、この時期のアメリカ合衆国ではアルコール飲料は販売も生産も輸送（密輸）も禁止されていた。
禁酒法が廃止された1933年以降、本来のスピークイージーは廃れ、現在はレトロなバーを指す言葉として用いられている。

## 語源
1889年の新聞によればペンシルベニア州にある無許可バーを「スピーク・イージーズ」と呼ばれていたとしており、公共の場やこのような場所の中でその場所について密かに話すことで警察や隣人に知られないようにするために呼称されるようになったとしており、ピッツバーグ都市圏であるマッキーズポートで1880年代に無許可バーを経営していたケイト・ヘスターが提唱した呼称と言われている。この呼称はピッツバーグでの無許可バーの隆盛を理由にアメリカ合衆国において最初に有名になったとされているが、ピッツバーグ都市圏における無許可の酒類販売を指す「スピークイージーショップ」という呼称が最初に登場するのは英国海軍による1844年に書かれた伝記である。また、「密輸業者の店」を指す「スピークソフトリーショップ」は1823年のイギリススラング辞典に登場している。何年も経った禁酒法時代のアメリカにおいて、「スピークイージー」は酒を手に入れる場所として普通に使われるようになっていった。
スピークイージーの別名として、19世紀のアメリカ合衆国で誕生したのは「ブラインドピッグ」や「ブラインドタイガー」である。これらの呼称は違法に酒を売る地位の低い酒場を指していて現在も使用されている。酒場の経営者は見世物（動物など）で金を取りアルコール飲料を無料で提供することで法の網をくぐり抜けていた。
極端な例では、グリーンランドのブタやその他奇妙な動物が見られるところに行き、ブタを見るための料金として25セント取られるが無料でジンのカクテルをもらった。
禁酒法が間接的な原因だが「ブラインドタイガー」と呼ばれる謎の場所ではとても質の悪いウイスキーが呑まれていた。
「ブラインドタイガー」はまた販売者が身元を隠す違法な酒場をも指す言葉だった。
壁にある引き出しがビリヤードサロンに通じている。引き出しを開け、お金を入れて閉めて何が欲しいかを言い、また引き出しを開ける。「ストレート」か「強い酒」かを呑むことができた。誰一人話したり会ったりせず、ブラインドタイガーには番人が明確に存在しておらずまるで魔法のようだった。

## 歴史
スピークイージーは禁酒法時代に何軒も存在し人気を得ていた。それらの一部は犯罪組織関係者が経営しており、警察や酒類取締局職員は度々捜索し経営者や支援者を逮捕していったがそれでも利益は大きく繁栄を続けやがてスピークイージーはこの時代におけるアメリカ合衆国文化の象徴の一つとなった。スピークイージーは酒場の統合に伴う複数回の変化によって形成された。有色人種、白人黒人といった全人種が集まって交流していて、差別はほとんどない場所だった。1930年にデトロイト＝ウインザートンネルが開通したことによって、アルコール飲料をアメリカ合衆国に密輸する新たな手段が生まれ、地域内のギャングにとってさらなるビジネスが生み出された。
また、女性客の増加によって新たな変化が生じ、スピークイージーに女性客をより呼び込み利益を上げるためのビジネスも生まれていった。女性たちもスピークイージーのビジネスに乗り出すようになり、かつて映画や演劇で活躍していた女優のテキサス・ガイナンは禁酒法時代に300クラブやエル・フェイといったスピークイージーを多く出店した。ガイナンは「ヘイ・サッカーズ」を顧客として迎えていて、禁酒法無しでは何もできなかったと認めている。彼女にとって2つの最大競合相手はヘレン・モルガンとベル・リビングストンだった。
禁酒法時代のスピークイージーから発達した文化もあり、例として劇場で披露されていた映画がある。禁酒法では映画でアルコール飲料を出すことも制限されていたが、真のアメリカンスタイルな表現と感じていた映画製作者はアルコール飲料を出し続けていた。違法なシーンが有る映画の例では女優ジョーン・クロフォードがスピークイージーのテーブル上で踊るダンサーを演じた『踊る娘達』などがある。
低品質な違法酒を売っていた一部のスピークイージーはお酒（ジュネバ（スイート）ジンで作られたジンカクテルなど）のそのままの味を重視した19世紀のクラシックなカクテルからのいい加減な密造酒の味を誤魔化した新しいカクテルに変わったことに起因する。これら誤魔化した酒を「パンシーズ(pansies)」（一方、アレクサンダーのようなのは現在「クラシック」と呼ばれている）と呼ばれていた。スピークイージーで販売されていたアルコール飲料の質は粗悪なものから高品質のまで範囲が広いが、全て経営者が製品を仕入れる方法によって決まっていた。質の悪い酒は一般的に利益が出るという理由で仕入れられていたが、他の場合では需要のある特定のアルコール飲料の種類によってブランド名が使用されていた。しかし、ブランド名を使うときに一部のスピークイージーは高品質の酒を注文した客を騙して低品質の酒を出すという不正を働いていた。価格はボトル1本4、5ドルだった。
アメリカ合衆国で2000年代に禁酒法時代をテーマにしたカクテルバーをスピークイージーの名称が復活していて、一般的にクラシックなカクテルしか提供していない。現在、この名称はレトロなバー全体を指す言葉になっていて、オーストラリア（2010年に登場）やイギリス（2012年に登場）のような禁酒法の無い国にも広がっている。

## スピークイージーの種類
スピークイージーの黎明期は娯楽的要素はほとんどなかったが、緩やかながら発展して人気を博すようになり新たな娯楽的要素が加わる形で様々な地域で増加し、禁酒法時代においてスピークイージーは最も規模の大きいビジネスの1つになっていった。

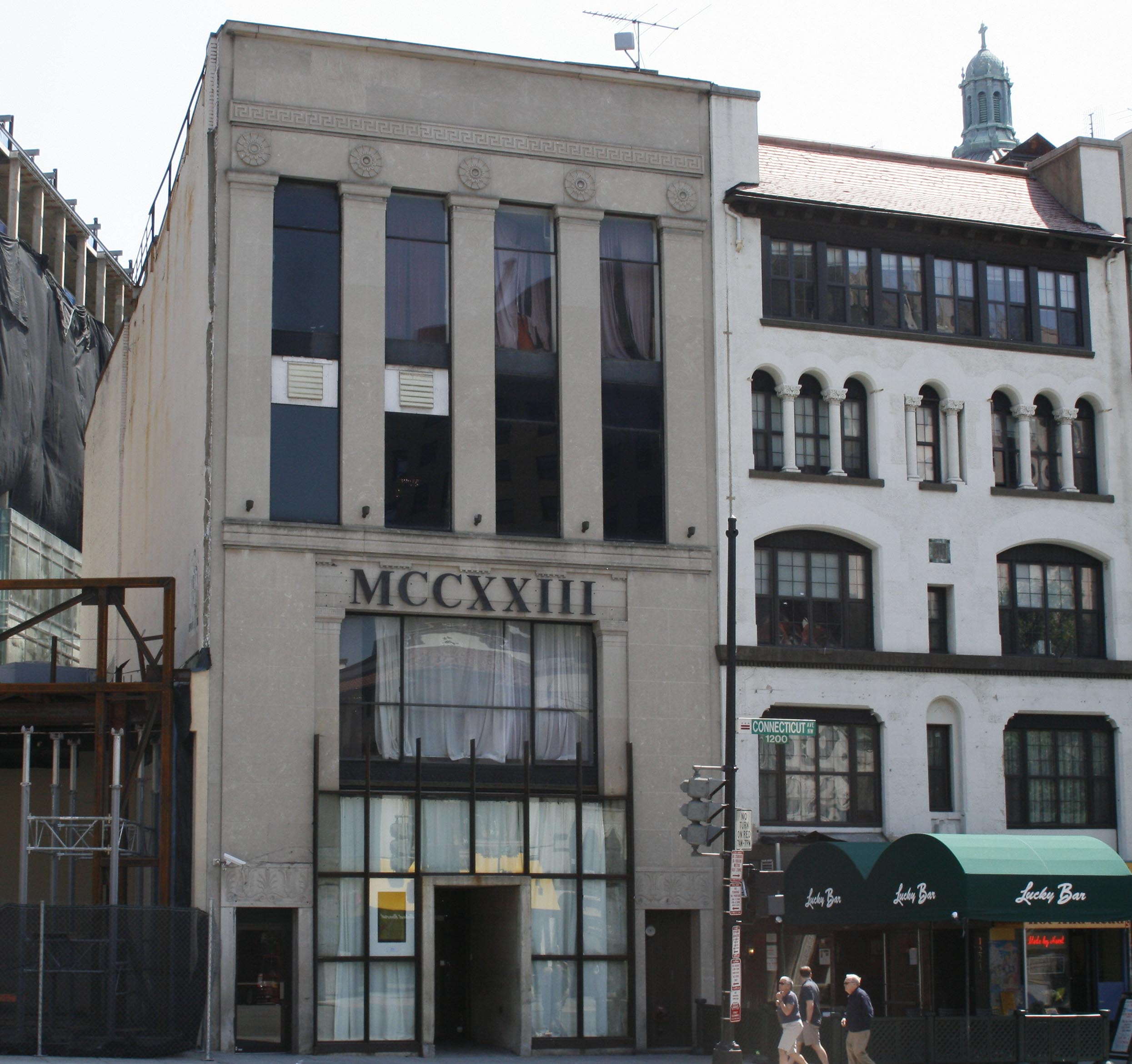
ワシントンD.C.にある高級スピークイージーであるザ・メイフラワー・クラブ。酒やギャンブルを提供していた。

多くの農村部の町で、小規模なスピークイージーやブラインドピッグが地元の実業家によって経営されていた。これらの内輪的な秘密は禁酒法が廃止になった後もなお守られる事が多かった。2007年、ニューヨーク州ビンガムトンにあるサイバーカフェウェストの改装工事でスピークイージーとして使われていた地下室が発見されている.
スピークイージーは経営のために規模を大きくする必要は無かったとされ、「スピークイージーを開くのにボトル1本と椅子2つ以上用意しない」と言われていた。スピークイージーの場所の一例としてニューヨークにある21 クラブはスピークイージーの中でより有名であり今もなお現存していて、チャーリー・バーンズとジャック・クリエンドラーによる事業の一環の一部でしかなく、グリニッジの「ザ・レッドヘッド」と称した場所から事業を始め、その後「ザ・パンチョンクラブ」という次の事業に移行した。21 クラブは自身の縄張りを保持するための特別な手段という事情があった。危険な場所にあり組織を通して通常の場所に移転させるためにバーに警告するための門番を配置する独特のシステムだった。
「バスクラブ」や「オ・リーリーズ・オン・ザ・ボワリー」のようなビジネスと共にスピークイージーはニューヨーク全体に広まっていった。拡大していた全てのスピークイージーはそれぞれ異なっていても独特さを生み出す自身の専門性を持っていた。「バスクラブ」も独自性を保つために演奏するミュージシャンを雇っていたが、ミュージシャンを雇用するアイデアはスピークイージー事業の間で広まり多くのスピークイージーでミュージシャンが雇われるようになっていった。

## 関連文献
- Kahn, Gordon, and Al Hirschfeld. The Speakeasies of 1932. New York: Glenn Young Books, (1932, rev. 2003). ISBN 1-55783-518-7
- Loretta Britten, Paul Mathiess, ed. Our American Century Jazz Age: The 20's. 1998. Time Life Books. New York: Bishop Books Inc., 1969. ISBN 0-7835-5509-1
- Streissguth, Thomas. The Dry Years. The Roaring Twenties. Encyclopedia. 2007 ed. Facts On File, Inc. 2007. ISBN 0-8160-6423-7